# Joseph Fan Heng’an
Joseph Fan Heng’an (chiń. 樊恆安; ur. 16 października 1882 w Xiwanzi, zm. w 1975 lub 1979) – chiński duchowny rzymskokatolicki, wikariusz apostolski i biskup Jiningu.

## Biografia
24 września 1910 otrzymał święcenia prezbiteriatu.
10 stycznia 1933 papież Pius XI mianował go wikariuszem apostolskim Jiningu oraz biskupem tytularnym paphuskim. 11 czerwca 1933 w bazylice św. Piotra na Watykanie przyjął sakrę biskupią z rąk papieża. Współkonsekratorami byli delegat apostolski w Chinach abp Celso Costantini oraz sekretarz Świętej Kongregacji Rozkrzewiania Wiary kard. Carlo Salotti.
11 kwietnia 1946 wikariat apostolski Jining został podniesiony do rangi diecezji. Tym samym bp Fan Heng’an został biskupem Jiningu. De iure był nim do śmierci w 1975 lub 1979, brak jest jednak źródeł o jego losach w okresie prześladowań komunistycznych.